# Powiat lidzbarski

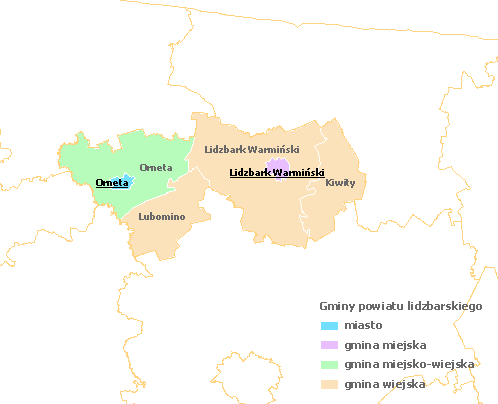
Gminy powiatu lidzbarskiego

Powiat lidzbarski – powiat w Polsce (województwo warmińsko-mazurskie), utworzony w 1999 r. w ramach reformy administracyjnej. Jego stolicą jest miasto Lidzbark Warmiński.
W skład powiatu wchodzą:
- gminy miejskie: Lidzbark Warmiński
- gmina miejsko-wiejska: Orneta
- gminy wiejskie: Kiwity, Lidzbark Warmiński, Lubomino
- miasta: Lidzbark Warmiński, Orneta

Według danych z 31 grudnia 2019 roku powiat zamieszkiwało 41 180 osób. Natomiast według danych z 30 czerwca 2020 roku powiat zamieszkiwało 41 039 osób.

## Demografia

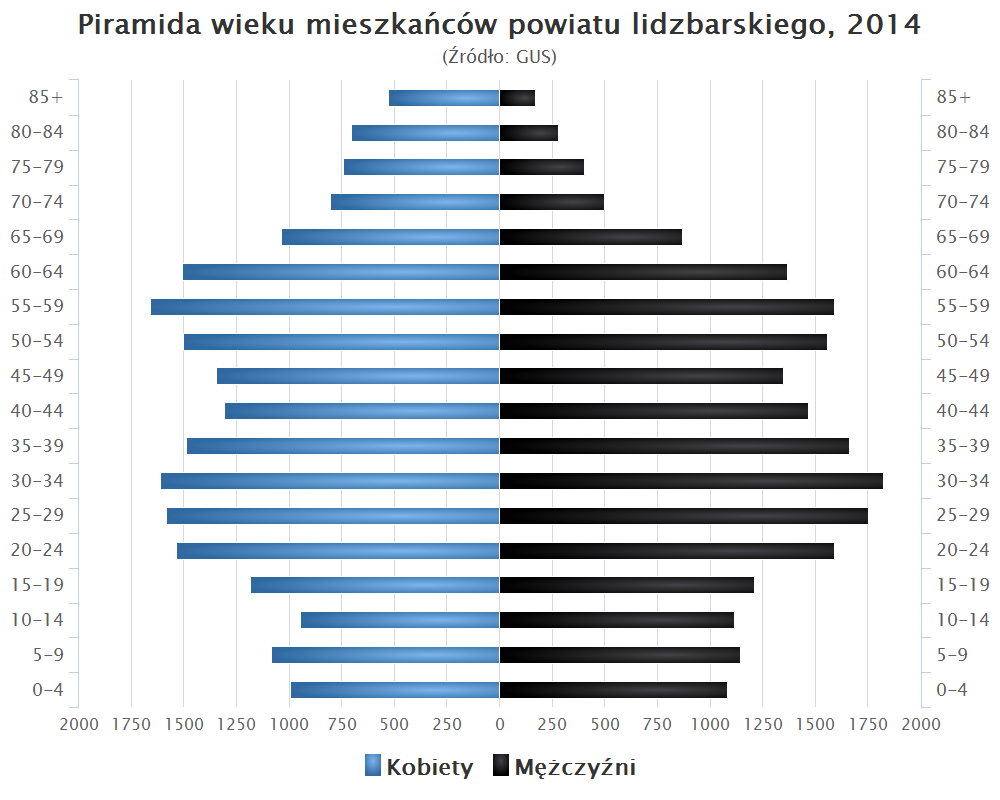
Piramida wieku mieszkańców powiatu lidzbarskiego w 2014 roku

Liczba ludności (dane z 30 czerwca 2005):
|        | Ogółem | Ogółem | Kobiety | Kobiety | Mężczyźni | Mężczyźni |
| osób   | %      | osób   | %       | osób    | %         |           |
| ------ | ------ | ------ | ------- | ------- | --------- | --------- |
| Ogółem | 43 251 | 100    | 21 962  | 50,78   | 21 289    | 49,22     |
| Miasto | 25 972 | 60,05  | 13 558  | 31,35   | 12 414    | 28,70     |
| Wieś   | 17 279 | 39,95  | 8404    | 19,43   | 8875      | 20,52     |

▶Wieś vs ▶miasto
Ogółem (▶k, ▶m)
Miasto (▶k, ▶m)
Wieś (▶k, ▶m)

### Ludność w latach
- 1900 - 24 800
- 1939 - 39 000
- 1946 - 26 700
- 1970 - 48 400

1975-1998 powiat nie istniał
- 1999 - 45 366
- 2000 - 45 210
- 2001 - 45 323
- 2002 - 43 504
- 2003 - 43 398
- 2004 - 43 307
- 2005 - 43 181
- 2006 - 42 823
- 2007 - 42 618
- 2008 - 42 602

## Historia
Powiat lidzbarski powstał w 1818 r., kiedy Prusy Wschodnie zostały podzielone na cztery powiaty zamiast dotychczasowych dwóch. Do 1975 w granicach powiatu znajdowało się Dobre Miasto, które w latach 1865–1896 było jego siedzibą (po spaleniu się starostwa w Lidzbarku).

## Sąsiednie powiaty
- powiat olsztyński
- powiat ostródzki
- powiat elbląski
- powiat braniewski
- powiat bartoszycki